# Batman: la máscara del fantasma
Batman: La máscara del fantasma es una película de animación estadounidense de 1993 protagonizada por Batman; superhéroe de la editorial DC Comics, inspirada en la serie de televisión Batman: la serie animada. Al igual que en la serie, la cinta es protagonizada por Kevin Conroy como la voz de Batman. El guion de la película fue escrito por Paul Dini, Michael Reaves y Martin Pasko; producida por Alan Burnett y dirigida por Bruce Timm y Eric Radomsky (creadores de la serie animada) y distribuida por Warner Bros. Originalmente fue pensada para ser distribuida directamente para vídeo, pero después de ver el producto final, la Warner decidió estrenarla en los cines norteamericanos, posponiendo su lanzamiento en vídeo. La máscara del fantasma recibió muchos elogios de la crítica por su animación, diálogos y actuación; pero fue un rotundo fracaso en taquilla debido a su corto tiempo de proyección en los cinemas. En el extranjero, no llegó a estrenarse en los cines, distribuyéndose en formato VHS.
Esta historia introduce el personaje de Andrea Beaumount, un viejo amorío de Bruce Wayne con la que inicia un romance al regresar a Gotham City. Simultáneamente a estos hechos, aparece en escena un vigilante que elimina sistemáticamente a los jefes del crimen de la ciudad; quien por su aspecto es confundido con Batman. Prófugo de la justicia, el caballero de la noche debe hallar al asesino, para así limpiar su nombre y poder formalizar su compromiso con Andrea.

## Argumento
Mientras Batman detiene a un grupo de mafiosos encabezados por Charles "Chuckie" Sol en un negocio de lavado de dinero en un casino, una misteriosa figura que se hace llamar El Fantasma (inspirado en El Segador de Batman: año dos) asesina a Chuckie al escapar de Batman, después de intentar matar a la extraña figura. En un edificio un joven observa a Batman en el lugar de los hechos y cree que este lo ha matado, mientras Batman conserva un trozo de vidrio y ve a una figura que escapa, Batman va tras esta figura pero desaparece. La policía y la opinión pública culpan a Batman, pues en los lugares de los asesinatos se ha visto a un extraño personaje vestido con una capa oscura, aunque el Comisionado Gordon no lo cree. Mientras en una fiesta ofrecida por Bruce Wayne este se encierra en un cuarto con el retrato de sus padres, y recuerda cuando conoció a una mujer llamada Andrea Beaumont y de sus primeras hazañas como vigilantes, luego se ve que Andrea lo visita y se enamoran.
Mientras otro mafioso llamado Buzz Bronski visita la tumba de Chuckie también es visitado por el Fantasma, Buzz escapa al ver que no puede matarlo y cae en una tumba vacía con la figura de un ángel, pero el Fantasma en vez de matarlo se va. Buzz se alivia pero la estatua se cae encima de él y lo mata, sus guardaespaldas ven una figura de negro y creen que es Batman y le disparan pero se escapa.
En un tiempo que Batman se toma de recolectar evidencia de la muerte de Bronski, visita la tumba de sus padres, y se encuentra con Andrea que al verlo en esa tumba descubre que es Bruce.
Mientras Batman al observar a Andrea con el concejal Arthur Reaves (el más fiero crítico de Batman) recuerda otro momento con Andrea en el que conoce al padre de ella, Carl Beaumont y a Arthur, pero son visitados por Salvatore Valestra un mafioso que quiere ajustar cuentas con el padre de Andrea y Bruce con ella se van mientras son observados por el chofer y mano derecha de Valestra. Bruce y Andrea ve que unos pandilleros asaltan a un hombre y Bruce decide intervenir donde derrota a dos de los tres pandilleros y termina siendo golpeado con un bate de béisbol y pierde, así decide que debe ayudar a la ciudad en la justicia. Bruce visita la tumba de sus padres esa noche y les dice que no quiere cumplir el juramento que les había prometido, pues nunca pensó en su felicidad, Andrea lo ve ahí y lo consuela.

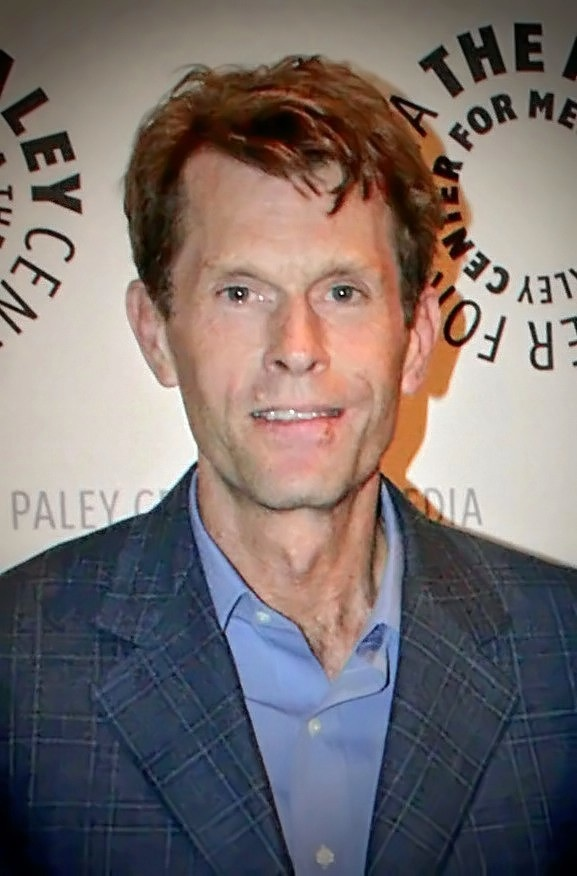
Kevin Conroy quien hace la voz de Bruce Wayne.

Al día siguiente Batman visita la oficina de Valestra y ve una foto de una reunión en la que sale con Carl. Luego recuerda cuando le propuso matrimonio a Andrea y luego de un beso salen unos murciélagos de una cueva que había al lado, y a la noche lleva a Andrea a su casa y ve que tiene una visita de negocios, esa visita son los mafiosos y le dan plazo de 24 horas para devolverles un montón de dinero o sino lo matarán. Carl le dice a Andrea que tienen que irse de Gotham ya que el dinero estaba invertido. Andrea accede y le devuelve el anillo de compromiso a Bruce con una nota que dice que no se puede casar y que se había ido con su padre, y que se olvidará de ella. Bruce triste se convierte en Batman.

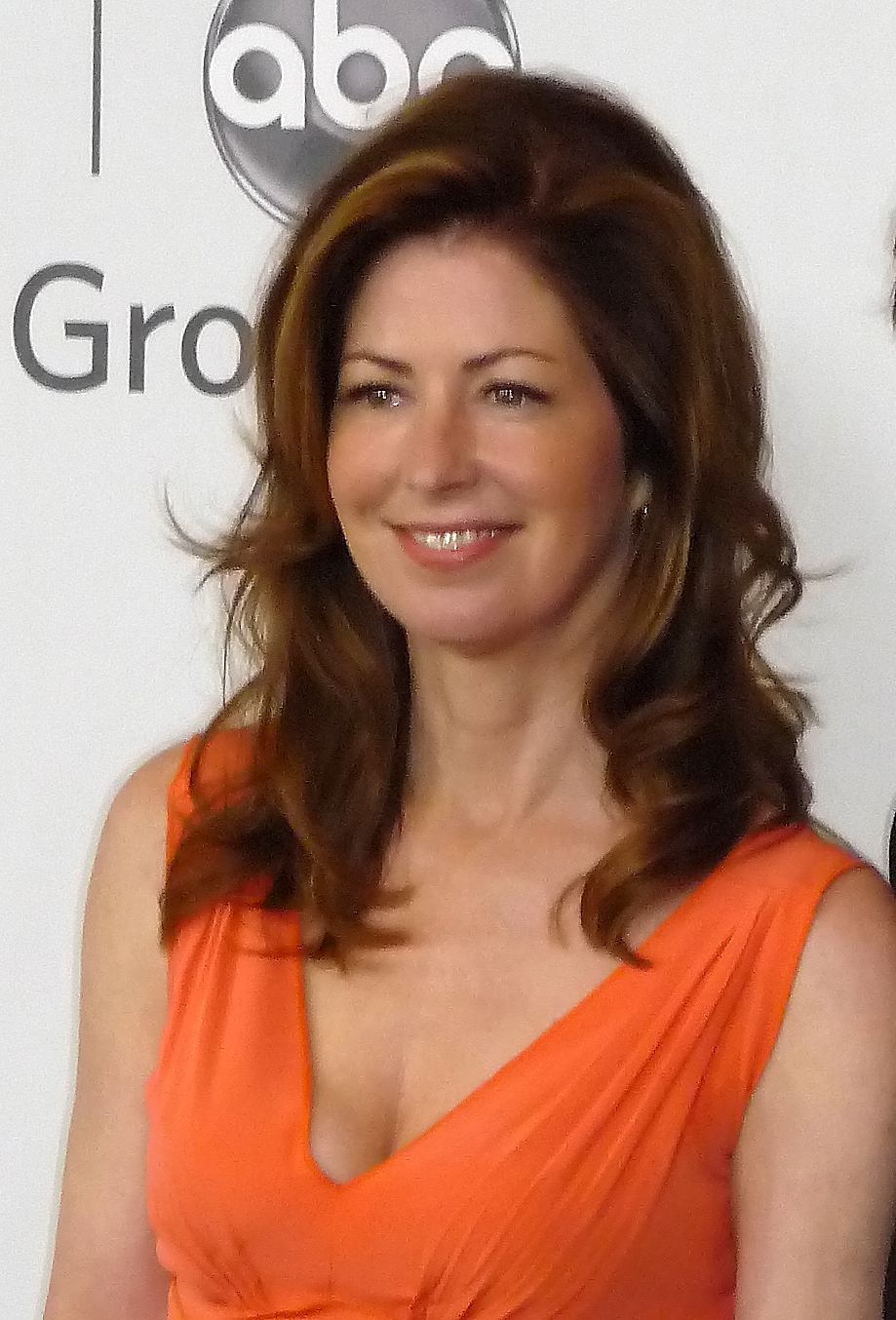
Dana Delany quien hace la voz de Andrea Beaumount.

Mientras tanto, Valestra, se atemoriza al saber que sus antiguos camaradas han caído. Temeroso ante la espera de que el caballero oscuro venga a por él, acude al Joker en busca de ayuda. Le ofrece varios millones de dólares a cambio de que se libre de Batman de una vez por todas, ante la negativa del Joker, le recuerda que él también está implicado, y que podría ser el siguiente, El Joker se enoja pero le dice a Valestra que lo ayudará y el Joker pone una cara diabólica cuando ve que Salvatore ha sonreído diciendo la frase "eso es, es lo que quiero ver, una linda y gran sonrisa".

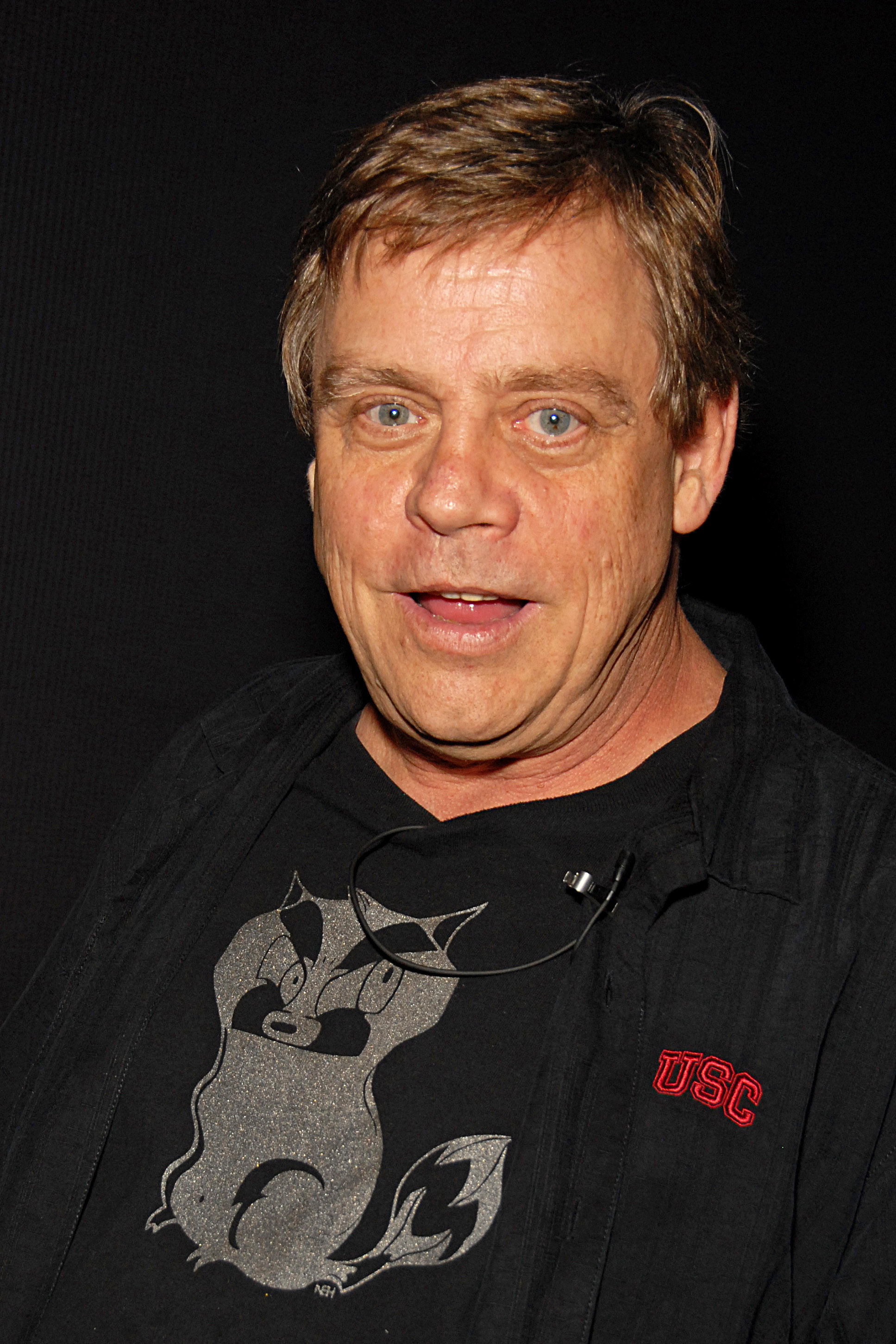
Mark Hamill quien hace la voz de Joker.

Andrea y Arthur regresan de la cena y ella se encuentra con Batman en su departamento y ella lo convence de irse, pues le dice que aún después de todo Bruce deja que sus padres lo controlen, él se enoja y se va, después Andrea cierra la puerta y se pone a llorar, Esa misma noche el Fantasma se prepara para hacerse una nueva víctima que curiosamente es Salvatore Valestra, al intentar matarlo descubre que el Joker le ha matado con su gas de la risa y hace explotar el edificio.

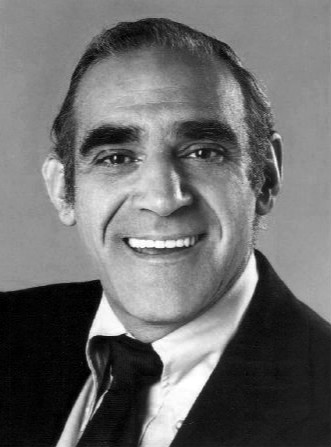
Abe Vigoda quien hace la voz de Salvatore Valestra.

El Fantasma que logró escapar, ve que Batman se acerca en su aeroplano y corre, Batman dejando el avión en piloto automático y lo atrapa pero en ese momento llega la policía de Gotham con una orden de arresto contra a Batman y comienzan a disparar, Batman se esconde en un edificio en construcción donde con una bala de gas lacrimógeno lo encuentran, un hombre de equipo SWAT dispara hasta que le da un tanque de oxígeno que explota y deja herido y ensangrentado a Batman. Batman escapa distrayendo a los policías con un maniquí con su capucha. Bruce se encuentra con Andrea y se reconcilian luego de que ella le contará la verdad sobre su padre y la mafia.

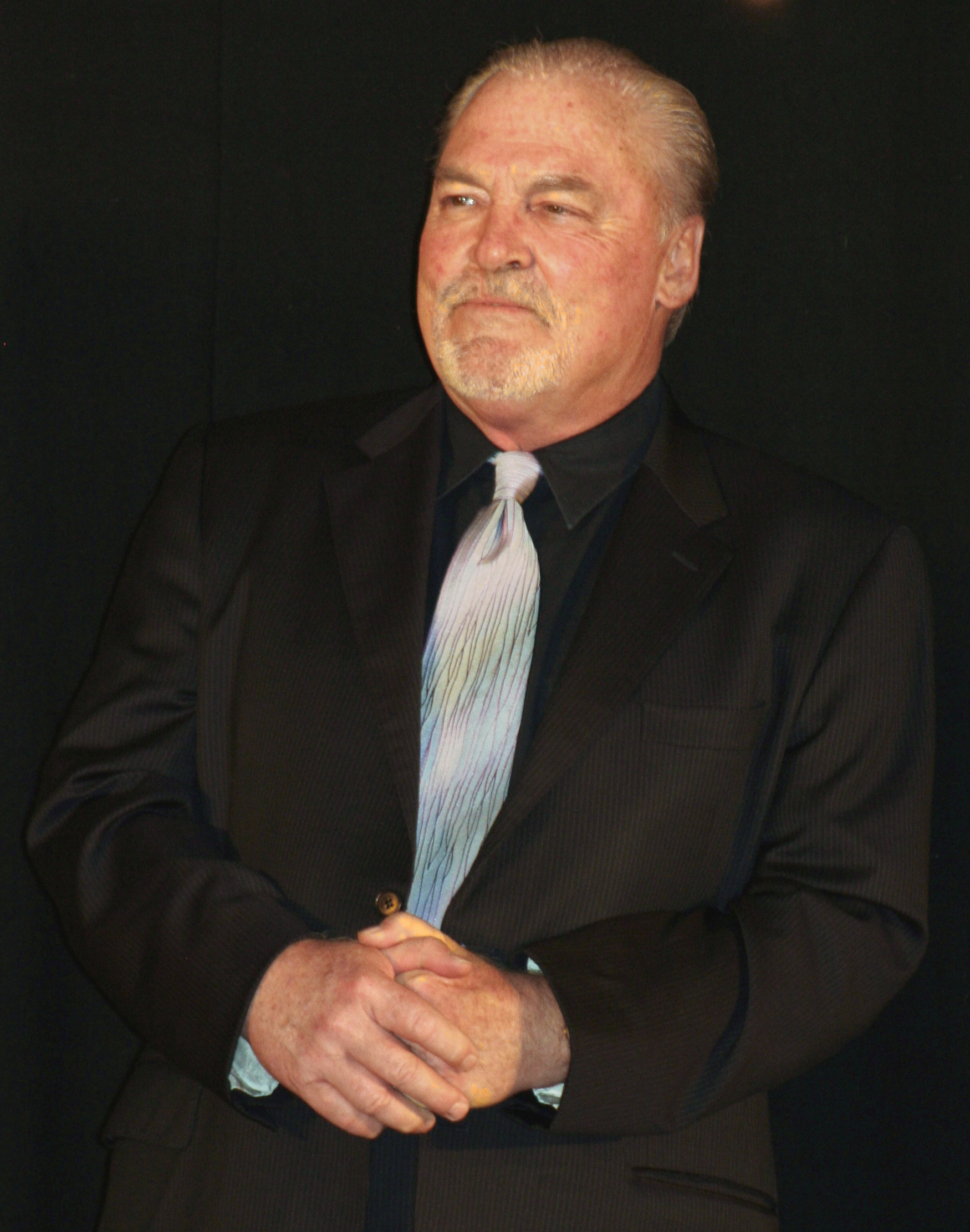
Stacy Keach quien hace la voz de Carl Beaumont.

Al día siguiente Bruce viendo la foto de la reunión de gánsteres ve a uno con características muy singulares, al cual le dibuja una sonrisa con un lápiz rojo y descubre que esta persona es en realidad el Joker. En la oficina de Reaves el Joker le hace una visita y le revela que él sabe quién es el verdadero asesino y que no es Batman, pero cuando el Joker menciona algo sobre un terrible secreto de Arthur, Andrea lo llama y el Joker (luego de terminar la llamada) enloquece a Reaves y lo deja intoxicado con su gas hilarante.
En el Hospital, Reaves recibe la visita de Batman y el primero le dice que vendió a Beaumont a la mafia y que lo habían asesinado. Batman va al departamento de Andrea y se encuentra con un relicario, luego el teléfono suena y al contestar descubre que es el Joker, este último le envía un avión con una bomba, pero Batman logra deshacerse de este. Luego se aprecia a Andrea fuera de la "casa del mañana" de la antigua feria mundial de Gotham, recordando como fue que el Joker en sus días de mafioso había asesinado a su padre.

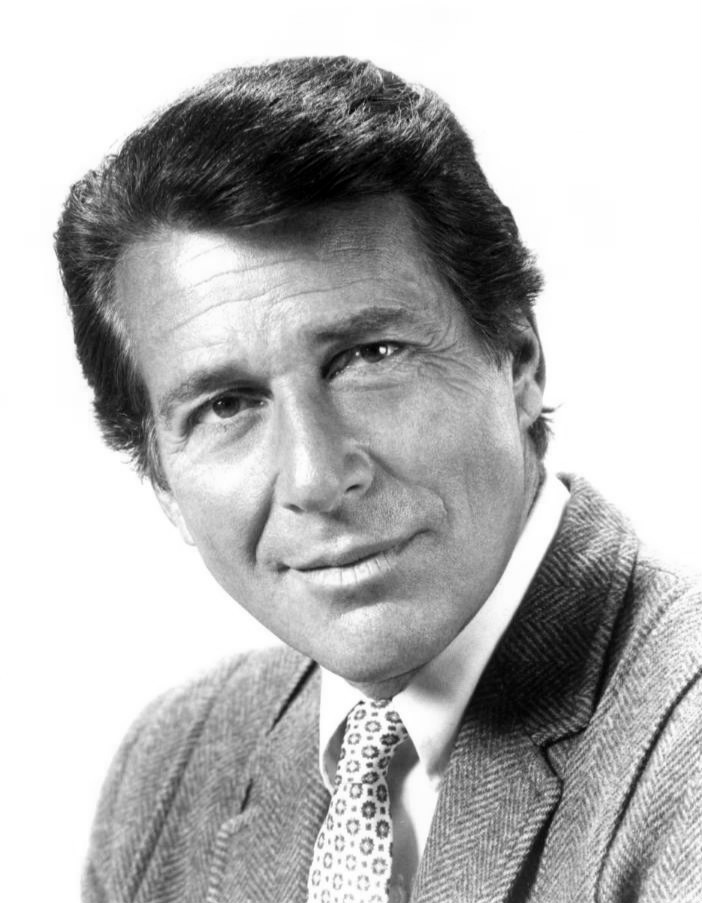
Efrem Zimbalist Jr. quien hace la voz de Alfred Pennyworth.

El Fantasma se le aparece al Joker diciéndole que la próxima víctima es él, este se desvela como Andrea e inicia un combate a muerte con el Joker quien lográ escapar. Luego Andrea va a buscar al Joker, pero él enciende una turbina la cual está por tragarse a Andrea. Batman llega en su motocicleta, y la usa para destruir la turbina justo cuando ésta ya iba a triturar a Andrea. El Joker se frustra y escapa.
Batman tiene una charla con Andrea, y el primero se enoja porque cuando intento de demostrarle que la venganza no resuelve nada, ella le echa en cara su vida como Batman. Batman se va buscar al Joker y este último lo atrae a una maqueta de una ciudad mezclada con Gotham, New York y Burbank (por el logo de la Warner Bros. en un edificio). El Joker enciende la ciudad y se sumerge en un combate con Batman, donde este último lo patea sacándole un diente al arlequín del odio. El Joker llama unos aviones que atacan a Batman, dándole la oportunidad de activar los explosivos que están en los túneles de la feria. Batman vence a los aviones y va tras el Joker, quien aún intenta escapar con unos propulsores. Batman se aferra al Joker y cae en la escultura que hay de la tierra en la Feria.
Andrea llega para llevarse al Joker al infierno, sin que antes Batman logre decirle sobre los explosivos, estos explotan y la feria se destruye, El Joker lanza su última risa y Andrea se lo lleva al abismo. Batman cae por un pozo del desagüe y ve cómo la feria explota.
Mientras en la Batcueva, Alfred le dice a Bruce que no debe sentirse culpable de no salvar a Andrea, ya que ella cayó al "abismo" hace mucho tiempo. Bruce ve un brillo y encuentra el relicario colgado en la cueva. Mientras al final se aprecia a Andrea en el barco confiándole a un hombre lo sola que está. Para el final, Batman, parado en un edificio, ve cómo sale la Batiseñal y va al llamado de la justicia.

## Reparto
- Kevin Conroy como Bruce Wayne/Batman: Un industrial multimillonario cuyos padres fueron asesinados cuando él tenía ocho años. Después de viajar por el mundo durante varios años, regresa a Gotham City para combatir el crimen y la injusticia. Al caer la noche Bruce se convierte en Batman, el vigilante nocturno.

- Dana Delany como Andrea Beaumont: Mujer que conoce Bruce Wayne en los primeros años de su regreso a Gotham City. Bruce desea proponerle matrimonio y abandonar sus planes de convertirse en una asesina justiciera (conocida como el Fantasma); pero su repentina y misteriosa desaparición lo llevan a adoptar el alter ego de Batman.

- Hart Bochner como Arthur Reeves: En esta versión es un funcionario corrupto que acusa a Batman de ser el Fantasma. Está enamorado de Andrea Beaumount, más tarde el Joker lo visita, llamándolo Arturito y le dice que Batman no asesino a Sol, Bronski ni a Valestra, pero lo enloquece y termina haciendo que se ría sin parar. Más tarde, se recuperó de su estado de guasoneado, pero como consecuencia de la operación terminó con una permanente sonrisa en la boca.

- Stacy Keach como El Fantasma y Carl Beaumount: Padre de Andrea que estaba endeudado con Valestra y le pidió 24 horas más para pagar la deuda, pero traiciona a Valestra y se larga con Andrea ha Europa, donde hace una fortuna y le paga a la Mafia Valestra. Más tarde, la Mafia Valestra envío al Joker a matar a Carl (porque querían que pagara la deuda con sangre Beaumount), como consecuencia Andrea se convirtió en El Fantasma cayendo al abismo. Bruce sospechó que el Fantasma era Carl, curiosamente, el que le da la voz, es mujer.

- Abe Vigoda como Salvatore Valestra: Mafioso y Jefe de una banda de mafiosos (La Mafia Valestra). Carl Beaumount, tenía una deuda con él y al ser traicionado, lo mandó a matar a pesar de que le pagó toda la deuda. Cuando descubrió que Bronski y Sol fueron asesinados por el Fantasma (que pensó que era Batman), pide ayuda a su viejo socio, el Joker, pero este le dibuja una sonrisota y lo mata a él y explota su departamento (con él adentro). (Iba a ser la tercera víctima del fantasma, pero como Joker lo mató a él primero, Joker fue tercero).

- Dick Miller como Charles (Chuckie) Sol.

- John P. Ryan como Buzz Bronski.

- Efrem Zimbalist Jr. como Alfred Pennyworth.

- Bob Hastings como Comisionado James Gordon.

- Mark Hamill como Joker: Hombre de identidad desconocida y cuyo nombre jamás es mencionado (a pesar de que en el episodio "Dreams In Darkness" se dice que se llama Jack Napier). Uno de los asesinos de Valestra; se cree es el responsable de la muerte de Carl Beaumont. Contratado por Valestra para matar a Batman, mata a este en su lugar (Iba a ser la cuarta víctima del Fantasma, pero como mató a Valestra, fue la tercera).

- Robert Costanzo como Detective Harvey Bullock: Un robusto detective que desprecia a Batman y es aliado de Jim Gordon y Arthur Reeves. Cuando sospecha que el Fantasma es Batman, lo persigue junto a otros oficiales, pero Bruce escapa con la ayuda de Andrea (la verdadera Fantasma).

## Producción

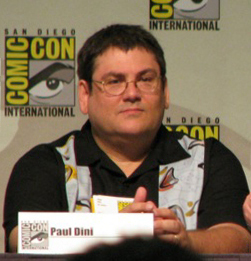
Paul Dini en la San Diego Comic Con 2007.

Impresionados con el éxito alcanzado por la primera temporada de Batman. The Animated Series transmitida por ABC, la Warner Bros. encargo a Alan Burnett la escritura de un guion para una película animada. Burnett recuerda: “quería hacer una historia de amor para Bruce, porque en realidad nadie lo había hecho en la serie animada. Quería esta historia que se me metió en la cabeza”.
Los guionistas tuvieron mucha cautela al ubicar a Joker en la cinta, pues no querían ninguna asociación con el Batman de Tim Burton de 1989; Michael Reaves recuerda: “Después nos dimos cuenta que podríamos hacer que su aparición sirviera a la historia de una manera que nunca pudimos ver en la cinta de Burton.” Aunque en esta historia Joker juega un papel fundamental, la intención de Burnett era contar una historia con una galería de villanos diferente a la mostrada en el programa de televisión. También participaron en la escritura del guion Martin Pasko, quien se encargó de los flashbacks; Michael Reaves, quien escribió el clímax de la historia y Paul Dini quien se encargó de “llenar agujeros aquí y allá” como el mismo afirma. Para el desarrollo de los flashbacks el equipo uso como referencia la película clásica Citizen Kane de Orson Welles.
Cuando apenas pasaba a producción, Warner Brothers decidió lanzar la película en cines, en lugar de distribuirla directamente para vídeo. Con menos de un año para producción (la producción de películas de dibujos animados toma más de dos años a partir de la escritura del guion hasta su lanzamiento al mercado), los animadores tuvieron que comenzar de nuevo para modificar la relación de aspecto de la película; para compensarlo el estudio les concedió una amplia libertad creativa. Además de esto, el estudio aumentó el presupuesto de producción a seis millones de dólares, que dieron a los cineastas la posibilidad de crear piezas más elaboradas. La secuencia de apertura de la película es un sobrevuelo sobre una Gotham City generada completamente por computador.
Paul Dini intento que cada uno de los flashbacks de la vida amorosa de Batman «tuvieran una tendencia a empeorar, cuando se espera que las cosas mejoren». La relación de Bruce con Andrea, que en un primer momento luce prometedora finalmente se convierte en un caos. Al principio ambos se comprometen en matrimonio, pero luego Bruce recibe con sorpresa una nota en la que Andrea da por concluida su relación. Esto conduce a que Bruce finalmente tome la decisión de convertirse en Batman. Esta escena es paralela a la decisión de Andrea de rechazar el amor y vengar a su padre cuando descubre que él ha sido asesinado. Ambos eventos los transforman (Bruce se convierte en Batman y Andrea se convierte en el Fantasma).
Según el guionista Michael Reaves la escena en la que Bruce se encuentra frente a la tumba de sus padres diciendo “Yo no cuento con ser feliz” es «un momento crucial en la trágica vida de Bruce, el negarse la oportunidad de vivir una vida normal».

## Soundtrack
La banda sonora de Batman: la máscara del fantasma fue lanzada al mercado originalmente el 14 de diciembre de 1993 bajo el sello musical Reprise Records. El 31 de marzo de 2009 La-La Land Records lanzó una edición limitada remasterizada de la banda sonora extraída de la "Colección de Archivos Extendidos" de Shirley Walker. Esta edición limitada incluye bonus tracks que extienden la versión original en veintisiete (27) minutos.

Todas las canciones escritas y compuestas por Shirley Walker. 
| Batman: Mask Of The Phantasm O.M.P.S.T. |                                                        |          |  |
| N.º                                     | Título                                                 | Duración |  |
| 1.                                      | «Main Title»                                           | 1:35 min |  |
| 2.                                      | «The Promise»                                          | 0:46 min |  |
| 3.                                      | «Ski Mask Vigilante»                                   | 3:06 min |  |
| 4.                                      | «Phantasm's Graveyard Murder»                          | 3:43 min |  |
| 5.                                      | «First Love»                                           | 1:35 min |  |
| 6.                                      | «The Big Chase»                                        | 5:32 min |  |
| 7.                                      | «A Plea for Help»                                      | 1:55 min |  |
| 8.                                      | «The Birth of Batman»                                  | 4:17 min |  |
| 9.                                      | «Phantasm and Joker Fight»                             | 4:05 min |  |
| 10.                                     | «Batman's Destiny»                                     | 0:46 min |  |
| 11.                                     | «I Never Even Told You» (Interpretada por Tia Carrere) | 4:20 min |  |
| 34:05 min                               |                                                        |          |  |

## Recepción

### Taquilla
La máscara del fantasma se estrenó en Estados Unidos el 17 de diciembre de 1993, siendo proyectada en 1506 cinemas donde recogió U$ 1’189.975. La cinta llegó a recaudar un total de U$ 5.617.391 millones de dólares. Los realizadores de la cinta culparon a Warner Bros. por la ineficaz campaña de mercadeo, pero finalmente se lograron recuperar los U$ 6’000.000 que costo su producción en la venta de sus diferentes versiones de vídeo doméstico.

### Análisis crítico
Basados en veintiséis (26) reseñas recogidas en Rotten Tomatoes, la máscara del fantasma recibió un 81% de aprobación general señalando: «Elegante y con admirable respeto por el material original, Batman: la máscara del fantasma tiene éxito donde muchas adaptaciones en imagen real de Batman han fracasado.»
La revista Empire la cito como la mejor película de animación de 1993 sintiendo que contenía mejores historias que las películas Batman y Batman Returns de Tim Burton. La revista TV Guide quedó impresionada por el diseño Art déco negro mostrado en la cinta, además se nota que el clímax de la película es una secuencia bastante elaborada. Richard Harrington del Washington Post se mostró conforme con los aspectos generales de la cinta, incluyendo el diseño, la animación, la historia narrada, los diálogos y las composiciones de Shirley Walker.
La revista Time clasificó la cinta como la octava (8°) mejor película de superhéroes. ING clasificó la máscara del fantasma como la vigésimo quinta (25°) mejor película animada de todos los tiempos en su ranking realizado el 2010. En el conteo “50 grandes películas animadas” elaborado por TotalFilm en 2011, se ubicó en la cuadragésima séptima (47°) posición en la categoría de mejor película de animación. La máscara del fantasma compitió contra El rey león y Pesadilla antes de Navidad por el Premio Annie de 1994 en la categoría Mejor película de animación.

### Distribución
La película fue estrenada en LaserDisc el 26 de abril de 1994 y distribuida en VHS a partir de mayo del mismo año. El VHS fue editado como parte de un paquete compilatorio que incluía Batman & Mr. Freeze: SubZero y Batman Beyond: Return of the Joker en abril de 2003. Su lanzamiento en DVD se dio en diciembre de 1999, siendo relanzada en octubre de 2005. En abril de 2004 salió al mercado una edición especial en DVD que la incluía junto a Batman & Mr. Freeze: SubZero y Batman Beyond: Return of the Joker, pero esta ya se encuentra agotada. Warner Home Video lanzó la cinta en un DVD doble junto con Batman & Mr. Freeze: SubZero en febrero de 2008. Batman: la máscara del fantasma es la única película animada de Batman que ha sido lanzada comercialmente en cines, pero irónicamente es la única que no ha sido lanzada en formato Blu-ray Disc.

## Legado
La buena recepción por parte de la crítica hacia la película motivo que se realizaran dos secuelas: Batman & Mr. Freeze: SubZero y Batman Beyond: Return of the Joker; las cuales también fueron aclamadas y muy bien recibidas. En diciembre de 1993 se publicaron dos novelizaciones de la película: Batman: Mask of the Phantasm, escrita por Geary Gravel y publicada por Bantam; y Batman: Mask of the Phantasm – The Animated Movie, A Novelization escrita por Alan Burnett, Paul Dini y Andrew Helfer, publicado por Skylark. Adicionalmente DC comics público una adaptación de la historia en cómic titulado Mask of the Phantasm: Batman: the Animated Movie. La compañía Kenner Co. produjo varios juguetes con las figuras de los personajes de la película, incluidos Joker y El Fantasma (este último sin la máscara, echando a perder la trama de la cinta).
Un cómic, publicado por DC Comics, Batman & Robin Adventures Annual 1 - Shadow of the Phantasm, lanzado en 1996, es como un tipo de secuela de la película.